# 湯河原駅
湯河原駅（ゆがわらえき）は、神奈川県足柄下郡湯河原町宮下にある、東日本旅客鉄道（JR東日本）東海道本線の駅である。駅番号はJT 20。駅舎と駅前広場の設計は隈研吾。

## 概要
神奈川県最南端の駅である。湯河原温泉の最寄り駅となっており、特急「踊り子」が一部停車する。かつては、特急「東海」「スーパービュー踊り子」の一部も停車していた。
東京圏輸送管理システムによる東海道線の進路・信号・案内放送制御は当駅までとなっている。駅の所在する地点の海抜は、30.1 mとなっている。

## 歴史
- 1924年（大正13年）10月1日：熱海線真鶴駅 - 当駅間の開通と同時に開業[1]。旅客・貨物の取扱を開始[1]。
- 1925年（大正14年）3月25日：熱海線当駅 - 熱海駅間が開通。
- 1934年（昭和09年）12月1日：熱海線所属から東海道本線所属に変更。
- 1982年（昭和57年）11月15日：貨物取扱を終了[1]。有蓋車用の貨物ホームが設置されていた。
- 1985年（昭和60年）
  - 1月25日：鉄骨造平屋建て駅舎（延床面積144.4m2）に改築[5]。
  - 3月14日：荷物取扱が廃止[1]。
- 1987年（昭和62年）4月1日：国鉄分割民営化により、東日本旅客鉄道の駅となる[1]。
- 1995年（平成07年）11月20日：自動改札機を設置し、供用開始[6]。
- 2001年（平成13年）11月18日：ICカード「Suica」供用開始。
- 2017年（平成29年）10月1日：駅前広場整備工事が完成[3]。

## 駅構造
島式ホーム1面2線を有する地上駅。駅舎とホームは地下通路で連絡している。上下線それぞれに電留線が各1本あり、以前は夜間に翌日の「湘南ライナー」4号に使用される185系が留置されていた。
Suica対応自動改札機・指定席券売機・みどりの窓口設置駅。小田原・伊豆統括センター管理の社員配置駅。

### のりば
| 番線 | 路線           | 方向 | 行先                                 |
| ---- | -------------- | ---- | ------------------------------------ |
| 1    | 東海道線       | 下り | 熱海・伊東・沼津方面                 |
| 2    | 東海道線       | 上り | 小田原・横浜・東京・宇都宮・高崎方面 |
| 2    | 上野東京ライン | 上り | 小田原・横浜・東京・宇都宮・高崎方面 |

（出典：JR東日本:駅構内図）

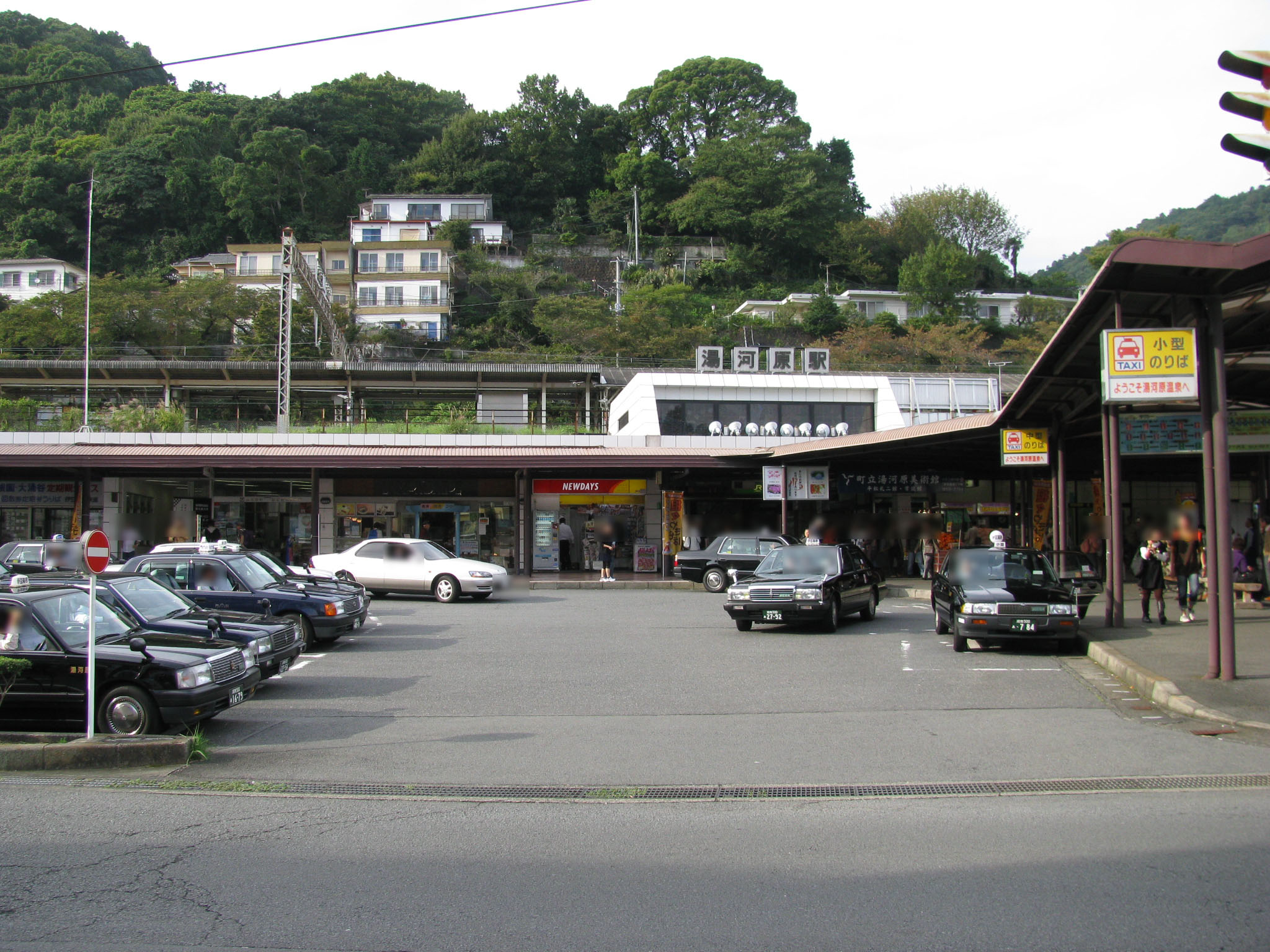
改修前の駅舎（2007年11月）
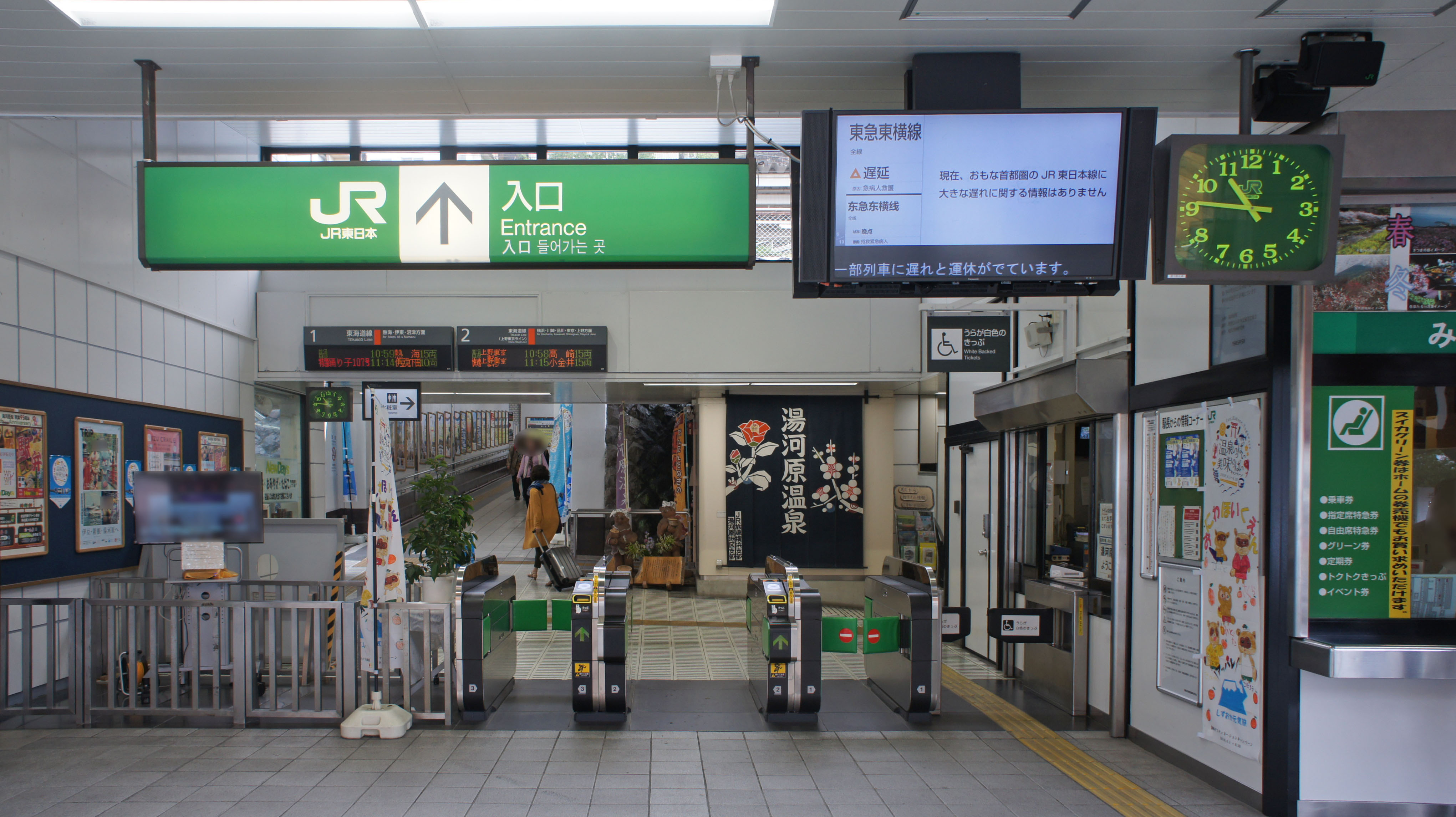
改札口（2019年6月）
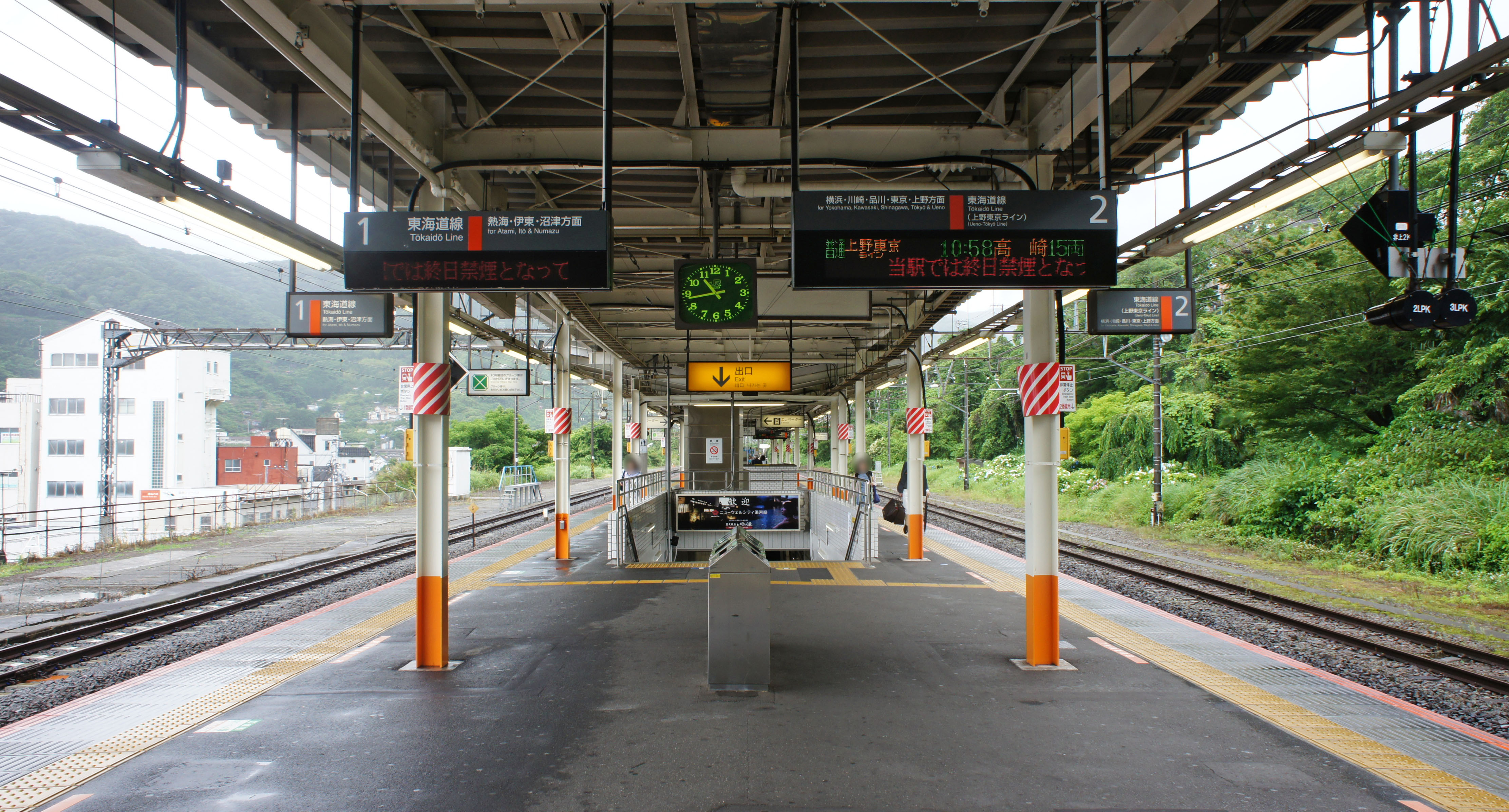
ホーム（2019年6月）
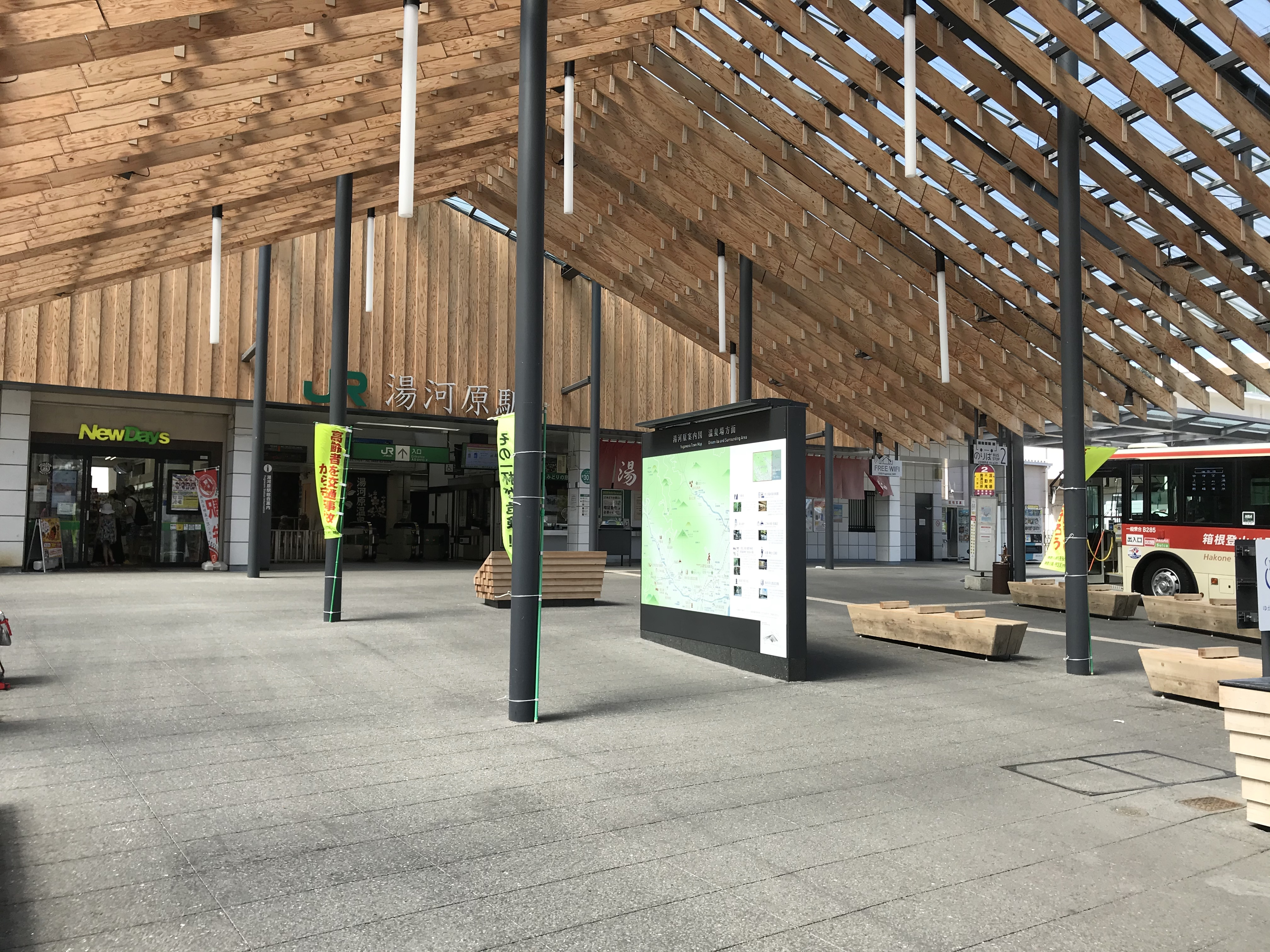
駅前広場（2020年8月）

## 利用状況
2023年度（令和5年度）の1日平均乗車人員は5,162人である。
1995年度（平成7年度）以降の推移は下記の通り。
| 年度               | 1日平均 乗車人員 | 出典     |
| ------------------ | ---------------- | -------- |
| 1995年（平成07年） | 8,367            | [ * 1 ]  |
| 1998年（平成10年） | 7,891            | [ * 2 ]  |
| 1999年（平成11年） | 7,714            | [ * 3 ]  |
| 2000年（平成12年） | 7,448            | [ * 3 ]  |
| 2001年（平成13年） | 7,327            | [ * 4 ]  |
| 2002年（平成14年） | 7,129            | [ * 5 ]  |
| 2003年（平成15年） | 7,103            | [ * 6 ]  |
| 2004年（平成16年） | 7,023            | [ * 7 ]  |
| 2005年（平成17年） | 6,869            | [ * 8 ]  |
| 2006年（平成18年） | 6,714            | [ * 9 ]  |
| 2007年（平成19年） | 6,664            | [ * 10 ] |
| 2008年（平成20年） | 6,579            | [ * 11 ] |
| 2009年（平成21年） | 6,292            | [ * 12 ] |
| 2010年（平成22年） | 6,065            | [ * 13 ] |
| 2011年（平成23年） | 5,976            | [ * 14 ] |
| 2012年（平成24年） | 6,071            | [ * 15 ] |
| 2013年（平成25年） | 6,101            | [ * 16 ] |
| 2014年（平成26年） | 5,996            | [ * 17 ] |
| 2015年（平成27年） | 5,986            | [ * 18 ] |
| 2016年（平成28年） | 5,922            | [ * 19 ] |
| 2017年（平成29年） | 6,032            |          |
| 2018年（平成30年） | 5,992            |          |
| 2019年（令和元年） | 5,833            |          |
| 2020年（令和02年） | 4,100            |          |
| 2021年（令和03年） | 4,517            |          |
| 2022年（令和04年） | 5,008            |          |
| 2023年（令和05年） | 5,162            |          |

## 駅周辺
- 湯河原温泉
- 伊豆湯河原温泉
- ポケットパーク（一升石）
- 土肥次郎実平銅像
- 箱根登山バス 湯河原駅前案内所
- ちぼり - ちぼり湯河原スイーツファクトリー
- 城願寺のビャクシン
- 山神の樹叢

公共機関・施設
- 湯河原町役場
- 湯河原町ヘルシープラザ
- 万葉公園足湯施設「独歩の湯」
- 日帰り温泉施設「こごめの湯」
- さつきの郷
- 湯河原町総合運動公園

美術館・博物館・植物園
- 町立湯河原美術館
- 西村京太郎記念館
- 人間国宝美術館
- 木村美術館

神社仏閣
- 五所神社
- 城願寺
- 産土八幡神社
- 福泉寺
- 瑞應寺
- 素鵞神社
- 門川八幡神社
- 吉浜稲荷神社
- 五郎神社
- 熊野神社
- 子之神社

金融機関・郵便局
- 湯河原郵便局
- 吉浜郵便局
- 福浦郵便局
- 横浜銀行 湯河原支店
- スルガ銀行 湯河原支店
- さがみ信用金庫 湯河原支店
- JAかながわ西湘 湯河原中央支店
- JAかながわ西湘 湯河原支店

医療
- 独立行政法人 地域医療機能推進機構 湯河原病院（旧湯河原厚生年金病院）
- 一般財団法人 生活保健協会 湯河原中央温泉病院
- 医療法人社団 中山会 湯河原胃腸病院

教育
- 横浜商科大学 学術研修所（セミナーハウス）[9][10]
- 湯河原町立湯河原中学校
- 湯河原町立湯河原小学校
- 湯河原町立吉浜小学校
- 湯河原町立東台福浦小学校

その他施設
- グランレクトーレ湯河原（TKP） - 旧レクトーレ湯河原[11]
- サンクタス湯河原ラ・ヴュー（オリックス不動産）
- かながわ西湘農業協同組合 湯河原選果場
- レーベンリゾシアヴェスティブルー（東急リゾート） - 熱海市泉

## バス路線
「湯河原駅」停留所にて、箱根登山バス、伊豆箱根バス、東海バス、湯河原町コミュニティバスの路線バスが発着する。
| のりば | 運行事業者                    | （系統・）行先               | 備考                                           |
| ------ | ----------------------------- | ---------------------------- | ---------------------------------------------- |
| 1      | （降車専用）                  | （降車専用）                 | （降車専用）                                   |
| 2      | - 箱根登山バス - 伊豆箱根バス | 不動滝・奥湯河原             | 伊豆箱根バスの奥湯河原行きは「湯03」として運行 |
| 3      | 箱根登山バス                  | - 鍛冶屋 - 幕山公園 - 真鶴駅 |                                                |
| 4      | 箱根登山バス                  | ゆずり葉団地上               |                                                |
| 4      | 伊豆箱根バス                  | 湯01：箱根関所跡・元箱根港   | 当面の間運休中                                 |
| 4      | 湯河原町コミュニティバス      | 真鶴駅                       |                                                |
| 5      | - 箱根登山バス - 伊豆箱根バス | 真鶴駅                       |                                                |
| 5      | 東海バス                      | A51：熱海駅                  |                                                |

## 駅弁
「JTB時刻表 2025年3月号」には湯河原駅の駅弁の掲載は無い。かつては、主な駅弁として下記を販売していた。
- 小鯵押寿司
- 鯛めし
- おたのしみ弁当
- うなぎ、金目鯛と銀鮭のあいのせ御膳
- デラックスこゆるぎ弁当
- こゆるぎ茶めし
- 東華軒のよくばり弁当 誉
- 東華軒のよくばり弁当 伝統
- 金目鯛西京焼弁当
- 金目鯛炙り寿司
- 箱根山麓豚弁当カルビ＆ロース
- 熱海漁彩弁当

## 隣の駅
東日本旅客鉄道（JR東日本）
 東海道線
- 特急「踊り子」一部停車駅（「サフィール踊り子」は通過）

■普通
真鶴駅 (JT 19) - 湯河原駅 (JT 20) - 熱海駅 (JT 21)

### 記事本文
1. 1 2 3 4 5 6  石野哲 編『停車場変遷大事典 国鉄・JR編』 II（初版）、JTB、1998年10月1日、17頁。ISBN 978-4-533-02980-6。
2. 1 2  “JR東日本：駅構内図（湯河原駅）”. JR東日本：東日本旅客鉄道株式会社. 2020年5月8日閲覧。
3. 1 2  “湯河原駅前広場整備工事が完了しました!”.   湯河原町 (2017年10月20日). 2019年2月23日時点のオリジナルよりアーカイブ。2021年4月14日閲覧。
4. ↑  『るるぶ情報版 箱根熱海湯河原小田原』(2019)、JTBパブリッシング、ISBN 978-4-533-13630-6。86頁。
5. ↑  “あすから新駅舎で営業 東海道本線湯河原駅”. 交通新聞 (交通協力会):  p. 1. (1985年1月24日)
6. ↑  「JR年表」『JR気動車客車編成表 '96年版』ジェー・アール・アール、1996年7月1日、182頁。ISBN 4-88283-117-1。
7. ↑  統計要覧 - 湯河原町
8. ↑  神奈川県県勢要覧
9. ↑  http://www.shodai.ac.jp/university/history/index.html 沿革
10. ↑  平成 27年度自己点検評価書 (PDF)
11. ↑  湯河原の企業研修ホテル刷新 温泉大浴場やサウナ…観光客も楽しめるように 2025年2月9日 神奈川新聞

### 利用状況
JR東日本の2000年度以降の乗車人員
1. ↑  各駅の乗車人員（2000年度） - JR東日本
2. ↑  各駅の乗車人員（2001年度） - JR東日本
3. ↑  各駅の乗車人員（2002年度） - JR東日本
4. ↑  各駅の乗車人員（2003年度） - JR東日本
5. ↑  各駅の乗車人員（2004年度） - JR東日本
6. ↑  各駅の乗車人員（2005年度） - JR東日本
7. ↑  各駅の乗車人員（2006年度） - JR東日本
8. ↑  各駅の乗車人員（2007年度） - JR東日本
9. ↑  各駅の乗車人員（2008年度） - JR東日本
10. ↑  各駅の乗車人員（2009年度） - JR東日本
11. ↑  各駅の乗車人員（2010年度） - JR東日本
12. ↑  各駅の乗車人員（2011年度） - JR東日本
13. ↑  各駅の乗車人員（2012年度） - JR東日本
14. ↑  各駅の乗車人員（2013年度） - JR東日本
15. ↑  各駅の乗車人員（2014年度） - JR東日本
16. ↑  各駅の乗車人員（2015年度） - JR東日本
17. ↑  各駅の乗車人員（2016年度） - JR東日本
18. ↑  各駅の乗車人員（2017年度） - JR東日本
19. ↑  各駅の乗車人員（2018年度） - JR東日本
20. ↑  各駅の乗車人員（2019年度） - JR東日本
21. ↑  各駅の乗車人員（2020年度） - JR東日本
22. ↑  各駅の乗車人員（2021年度） - JR東日本
23. ↑  各駅の乗車人員（2022年度） - JR東日本
24. ↑  各駅の乗車人員（2023年度） - JR東日本

神奈川県県勢要覧
1. ↑  線区別駅別乗車人員（1日平均）の推移 (PDF)  - 17ページ
2. ↑  神奈川県県勢要覧（平成12年度）- 220ページ
3. 1 2  神奈川県県勢要覧（平成13年度） (PDF)  - 222ページ
4. ↑  神奈川県県勢要覧（平成14年度） (PDF)  - 220ページ
5. ↑  神奈川県県勢要覧（平成15年度） (PDF)  - 220ページ
6. ↑  神奈川県県勢要覧（平成16年度） (PDF)  - 220ページ
7. ↑  神奈川県県勢要覧（平成17年度） (PDF)  - 222ページ
8. ↑  神奈川県県勢要覧（平成18年度） (PDF)  - 222ページ
9. ↑  神奈川県県勢要覧（平成19年度） (PDF)  - 224ページ
10. ↑  神奈川県県勢要覧（平成20年度） (PDF)  - 228ページ
11. ↑  神奈川県県勢要覧（平成21年度） (PDF)  - 238ページ
12. ↑  神奈川県県勢要覧（平成22年度） (PDF)  - 236ページ
13. ↑  神奈川県県勢要覧（平成23年度） (PDF)  - 236ページ
14. ↑  神奈川県県勢要覧（平成24年度） (PDF)  - 232ページ
15. ↑  神奈川県県勢要覧（平成25年度） (PDF)  - 234ページ
16. ↑  神奈川県県勢要覧（平成26年度） (PDF)  - 236ページ
17. ↑  神奈川県県勢要覧（平成27年度） (PDF)  - 236ページ
18. ↑  神奈川県県勢要覧（平成28年度） (PDF)  - 244ページ
19. ↑  神奈川県県勢要覧（平成29年度） (PDF)  - 236ページ